# Pero semiusta
Pero semiusta là một loài bướm đêm trong họ Geometridae.